# عمر الجاسر
عمر الجاسر (1 يناير 1962) ممثل ومخرج سعودي.

## العضويات
- عُين أميناً عاماً لاتحاد الفنانين العرب في يونيو 2022م،[2] وأصدر المكتب التنفيذي لاتحاد الفنانين العرب في سبتمبر 2024م قراراً باستمراره في هذا المنصب.[3]
- عضو الجمعية العربية السعودية للثقافة والفنون.
- مدير الجمعية العربية السعودية للثقافة والفنون فرع جدة لعام 1436هـ - 2014م.[4]
- سفير النوايا الحسنة من قبل كونفدرالية الأمم المتحدة لعام 2015م.
- مُنح شهادة الدكتوراه من قبل الأمم المتحدة الدولية لعام 2015م.
- عضو مؤسّس في جمعية المسرحين السعوديين.
- عضو جمعية المنتجين الخليجي.
- عضو الجمعية العربية للأفلام والوثائقية.
- عضو الجمعية المصرية العربية للثقافة والإعلام والفنون وممثل للجمعية في المملكة العربية السعودية.
- عضو مجلس إدارة مهرجان كام السينمائي الدولي للأفلام القصيرة 2014م وممثل المهرجان في المملكة العربية السعودية.
- عضو في الهيئة الدولية للمسرح.
- عضو الهيئة العليا للاتحاد الإعلاميين العرب لعام 2014م.
- مدير منطقة الخليج العربي في الهيئة العليا للاتحاد الإعلاميين العرب 2014م.
- عضو مؤسس في اتحاد مؤسسات الإنتاج الفني.
- عضو شرفي في الجمعية المغربية للفنون المسرحية.
- عضو لجنة تقيم مهرجان أمانة الرياض المسرحي.
- رئيس لجنة التحكيم لمهرجان الربيع المسرحي الثالث في المغرب 2008م.
- مدير مهرجان الربيع المسرحي الرابع في المغرب 2009م.
- عضو لجنة تحكيم العروض المسرحية القصيرة في جمعية الدمام 2009م.
- عضو لجنة تحكيم مهرجان القاهرة التلفزيوني 2009م.
- عضو لجنة تحكيم مهرجان الربيع المسرحي الخامس في المغرب 2010م.
- عضو لجنة تحكيم مهرجان القاهرة التلفزيوني 2010م.
- عضو لجنة تحكيم مهرجان الإعلام العربي الأول في عمّان 2010م.
- عضو لجنة تحكيم مهرجان المسرح الحر الدولي التاسع في عمّان 2014م.
- عضو مهرجان كان السينمائي الدولي للأفلام القصيرة 2014م.
- عضو لجنة التقييم والتحكيم في مبادرة عمار لرعاية الموهوبين من ذوي الاحتياجات الخاصة 2014م.
- عضو لجنة التحكيم في مهرجان جلجامش ديو دراما في مملكة البحرين 2015م.
- عضو لجنة التحكيم في مهرجان الإسكندرية للأغنية في دورته الثاني عشر 2015م.
- عضو لجنة التحكيم في مهرجان المسرحي الرابع للأشخاص ذوي الإعاقة بدول مجلس التعاون لدول الخليج العربية في سلطنة عمان - مسقط 2016م.

## الأنشطة الفنية
الإعداد ـ التأليف ـ الإخراج ـ التمثيل «مسرح، تلفزيون، سينما، وإذاعة».

## التاريخ الفني
- مصنّف درجة أولى في وزارة الإعلام في المجالات السابقة.
- انضم إلى الجمعية العربية السعودية للثقافة والفنون عام 1400هـ ـ 1980 م.
- انضم إلى نادي المسرح بجامعة الملك عبد العزيز عام 1402هـ ـ 1982م.
- التحق بالإذاعة كممثل عام 1405هـ ـ 1985م.
- أسّس فرقة «فنون جدة المسرحية» وهي أوّل فرقة مسرحية خاصة في المملكة العربية السعودية تحت إشراف جمعية الثقافة والفنون، وكان ذلك عام 1406هـ ـ 1986م، وتعتبر الفرقة أول فرقة مسرحية تشارك في مسابقة أبها الثقافية مهرجان الجنادرية، وحصدت العديد من الجوائز، بالرغم من مشاركة العديد من الجهات الثقافية والفنية الرسمية، كما أن فنون جدة أوّل فرقة مسرحية خاصة تحصل على موافقة المقام السامي للمشاركة في المهرجان الخامس للفرق المحترفة في الجزائر عام 1409هـ.
- أسّس مسرح «عمر الجاسر» وهو أيضاً الأول في المملكة العربية السعودية تحت إشراف جمعية الثقافة والفنون، وكان ذلك عام 1415هـ ـ 1995م، ويعدّ أول مسرح سعودي يرى النور بعد تجربة الرائد المسرحي الأستاذ أحمد السباعي في مكة.
- أسّس أول فرقة مسرحية سعودية للطفل وتتبع إداريّاً للرئاسة العامة لرعاية الشباب في مكتب جدة عام 1423هـ، ويعدّ صاحب فكرة مسرح الطفل في مهرجان الجنادرية للثقافة والفنون.
- أوّل من قدم مسرحية تسجيلية سياسية سعودية عن أزمة الخليج وجسّد فيها دور خادم الحرمين الشريفين الملك فهد بن عبد العزيز «ي» عام 1411هـ.
- تم تعيينه عضواً ومقرراً للجنة المسرح في جمعية الثقافة والفنون في جدة.
- شارك رسمياً باسم مسرح عمر الجاسر في المهرجان الوطني للتراث والثقافة عام 1415هـ بمسرحية الأطفال (مغامرات أرنوب) وهي المسرحية والوحيد التي عرضت في مهرجان الجنادية أربع مرات كما بلع عدد عروضها "1000" عرض مسرحي وهذا أعلى عدد عرض مسرحي على مستوى المملكة وحصل على المركز الأول وحجبت بقية الجوائز رغم مشاركة عدد من فروع جمعية الثقافة والفنون ومكاتب الرئاسة العامة لرعاية.
- إقامة العديد من المهرجانات التي تهتم بمسرح الطفل بالمملكة تحت مظلة الشؤون الثقافية بوزارة الثقافة والإعلام.
- كتب "38 " نصاً مسرحياً وعدد "4" من المسلسلات والسهرات التلفزيونيةً، وعدد "2" مسلسل إذاعي.
- مثل "56" مسرحية، وعدد "54" مسلسل تلفزيوني، والعديد من المسلسلات الإذاعية.
- أخرج "64 " مسرحية، وعدد "2" مسلسل تلفزيوني، وعدد "3" برامج منوعات، وساعــد في إخراج "3 " مسرحيات، وأعدّ "15 " نصاً مسرحياً وعالج درامياً "3" مسلسلات، كما كتب أخرج الكثير من الأفلام الوثائقية والتسجيلية والمناسبات والإعلانات التجارية.
- مثّل مع جمعية الثقافة والفنون في مسرحية «الدراهم مراهم» عام 1402هـ/1982م، من إخراج: نادر معتوق.
- كتب لفرع جمعية الثقافة والفنون في جدة، مسرحية «الكل في واحد» وتم تصنيف النص من قبل لجنة المسرح في المركز الرئيسي للجمعية في الرياض كنص أكاديمي، وكان ذلك عام 1410هـ.
- شارك من خلال جمعية الثقافة والفنون وفرقة فنون جدة المسرحية، في معظم مهرجانات الربيع التي كانت تقام في مدينة جدة.
- أخرج تلفزيونيا حفل صحيفة "الوطن" السعودية، بمناسبة مرور عام على إصدارها.
- وسام الملك عبد العزيز من الدرجة الثانية لتبرعه بالكلى لأخيه الأصغر.
- أطلقت عليه الجمعية العربية للثقافة والفنون لقب «عرّاب المسرح السعودي» عندما ألقى كلمة اليوم العالمي للمسرح لعام 2014م - 1435هـ
- أخرج الفيلم الوثائقي لوزارة الصحة السعودية عن «صحة وسلامة الحجيج» الذي عُرض عام 1427هـ، على شرف صاحب السمو الملكي الأمير نايف بن عبد العزيز آل سعود، وزير الداخلية السعودي.
- شارك ضمن أعضاء لجنة التقييم المسرحي لمهرجانَي أمانة مدينة الرياض السنويين، بمناسبة احتفالات عيد الفطر لعامين متتاليين 1427/1428هـ.
- شارك في الأسبوع الثقافي السعودي في المملكة الأردنية الهاشمية في فعاليات» عمّان عاصمة الثقافة عام 2002م من خلال مسرحية الأطفال السعودية «ابن آدم قادم» ضمن فرقة مسرح الشباب التابع للمكتب الرئيسي للرئاسة العامة لرعاية الشباب في الرياض.
- شارك في الأسبوع الثقافي السعودي في المملكة المغربية في فعاليات الرباط عاصمة الثقافة عام 2003م، من خلال مسرحية الأطفال السعودية «ابن آدم قادم» ضمن فرقة مسرح الشباب التابع للمكتب الرئيسي للرئاسة العامة لرعاية الشباب (الهيئة العامة للرياضة حاليا) في الرياض.
- شارك في نشيد «إلا أنت يا رسول الله» من إنتاج قناة الخليجية وخالد الحريبي، وإخراج محمد مدني، عام 2006م.
- تم إدراج اسم «عمر بن محمد الجاسر» ضمن موسوعة الشخصيات السعودية، التي صدرت عن مؤسسة عكاظ للصحافة والنشر عام 1427 2006م وضمّت ما يزيد عن 3.500 شخصية على مستوى المملكة. * * ترأّس لجنه التحكيم في مهرجان الربيع المسرحي في المغرب الدورة الثالثة 2008.
- مدير مهرجان الربيع المسرحي الرابع بالمملكة المغربية. 1430-2009

## الجوائز
- حصل على العديد من شهادات التقدير وخطابات الشكر منها:
- درع وزارة الصحة عن مسرحية «زيارة مريض» عام 1406هـ.
- درع وزارة الصحة عن مسرحيتي: «الباعة المتجولون» و «أطفالنا والتطعيم» عام 1407 هـ.
- في عام 1409هـ، حقق المركز الأول في مسابقة أبها الثقافية الثانية، كما حصل على جائزة أفضل نص مسرحي عن مسرحية «رحلة إلى الجحيم».
- جائزة أحسن ممثل في مسرحية «المواجهة» من رعاية الشباب عام 1410 هـ.
- درع نادي الخطوط الجوية العربية السعودية عن مسرحية «الرحيل المظلم» عام 1412 هـ.
- جائزة الإبداع المسرحي عن مسرحية «عجايب يا ناس» في مهرجان الجنادرية الثامن عام 1413هـ.
- جائزة تنشيط الحركة المسرحية السعودية في مهرجان الجنادرية عام 1413 هـ.
- درع التميز من الغرفة التجارية في جدة عن مسرحية «عجايب يا ناس» عام 1413 هـ.
- درع نادي الاتحاد السعودي عن مسرحية «عجايب يا ناس» عام 1414هـ.
- درع جمعية طب الأسرة والمجتمع عن مسرحية «التطعيم ضمانة الحياة» عام 1414 هـ.
- جائزة أفضل عمل مسرحي للطفل في مهرجان الجنادرية للثقافة والفنون عن مسرحية «مغامرات أرنوب» عام 1415هـ.
- درع تكريم من جمعية الثقافة والفنون «فرع جدة»، عن الدور الرائد والإسهامات العديدة في خدمة مسيرة المسرح السعودي عام 1423هـ.
- درع تكريم من المكتب الرئيسي للرئاسة العامة لرعاية الشباب في الإحساء، عن الدور الرائد والإسهامات العديدة في خدمة مسرح الطفل على مستوى المملكة.
- ميدالية جمعية المسرحيين الإماراتيين، تقديراً لجهوده في المسرح السعودي.
- درع تكريم نظير المشاركة في إنجاح مهرجان الصيف في منتزه العائلة في جدة لعام 1426هـ.
- درع من جمعية الأطفال المعوقين في مكة المكرمة، لمشاركته الفاعلة عام 1426هـ/2005م، في برنامج «جرّب الكرسي، عش معاناة المعوق».
- درع تكريم من فرقة «ليالينا» المسرحية في مكة المكرمة، عام 1426هـ/ 2005م، تقديراً لجهوده ودعمه للفرقة.
- درع تكريم من فرقة «الليالي» للفنون المسرحية، عام 1426هـ/ 2005م، بمناسبة مرور ثلاث سنوات على تأسيس الفرقة، ودعمه وتشجيعه لها.
- درع تكريم من مهرجان الربيع المسرحي في المغرب الدورة الثالثة لجهوده في خدمه الحركة المسرحية السعودية والعربية عام 1428 – 2009م .
- درع تكريم من النادي الأدبي بمكة المكرمة بصفتة من الرواد الذين خدموا الحركة المسرحية السعودية عام1429 – 2008م .
- درع تكريم من مهرجان الربيع المسرحي في المغرب . لرئاسته الدورة الرابعة للمهرجان .1430هـ -2009 م
- درع تكريم من نادي الاتحاد السعودي بمناسبة عرضة للمسرحية التربوية للأطفال (جسور في حب الوطن) بمناسبة الاحتفال باليوم الوطني السعودي برعاية وكالة الشئون الثقافية بوزارة الثقافة والاعلام السعودية 1430هـ - 2009م .
- درع تكريم من وكالة الشئون الثقافية بوزارة الثقافة والاعلام السعودية بمناسبة عرضه للمسرحية التربوية للأطفال (جسور في حب الوطن) بمناسبة الاحتفال باليوم الوطني السعودي 1430هـ - 2009 م
- درع تكريم من وزيرة الثقافة الأردنية لانا مامكغ لمهرجان المسرح الحر التاسع الدولي في المملكة الأردنية الهاشمية لعام 2014.

## روابط خارجية
- عمر الجاسر على موقع قاعدة بيانات الأفلام العربية